# Persone di nome Stefano/Altre...
| Questa pagina contiene informazioni ricavate automaticamente dalle voci biografiche con l'ausilio del template Bio e di un bot. L'aggiornamento è periodico e automatico e ricostruisce completamente la pagina. Se manca una persona in questa lista, sei pregato di non aggiungerla, ma accertati piuttosto che la sua voce biografica contenga il template Bio e che i dati anagrafici siano correttamente compilati. Se il template Bio manca, inseriscilo tu stesso o, in alternativa, metti l'avviso {{tmp\|Bio}} che ne segnala la mancanza. Se i dati riportati sono sbagliati, correggi direttamente la voce biografica; le modifiche saranno visibili in questa lista entro pochi giorni. Per chiarimenti vedi il progetto antroponimi. La lista contiene solo le 54 persone che sono citate nell'enciclopedia e per le quali è stato implementato correttamente il template Bio. Pagina aggiornata al 17 mar 2018. |

Questa è una lista di persone presenti nell'enciclopedia che hanno il prenome Stefano e come attività principale sono Altre...

## A(1)
- Stefano Anceschi, velocista italiano (Scandiano, n.1984)

## B(3)
- Stefano Baldini, ex maratoneta e mezzofondista italiano (Castelnovo di Sotto, n.1971)
- Stefano Bontate, mafioso italiano (Palermo, n.1939 - Palermo, †1981)
- Stefano I Báthory,  ungherese (Szilágysomlyó, n.1533 - Hrodna, †1586)

## C(3)
- Stefano Calzetta, mafioso e collaboratore di giustizia italiano (Palermo, n.1939 - Palermo, †1992)
- Stefano Colonna il Vecchio
- Stefano Colonna il Giovane (Roma, †1347)

## D(2)
- Stefano Dacastello, lunghista e velocista italiano (Bra, n.1980)
- Stefano d'Asburgo-Lorena,  austriaco (Budapest, n.1817 - Mentone, †1867)

## L(1)
- Stefano La Rosa, mezzofondista e maratoneta italiano (Grosseto, n.1985)

## M(4)
- Stefano Magaddino, mafioso italiano (Castellammare del Golfo, n.1891 - New York, †1974)
- Stefano Malinverni, ex velocista italiano (Cinisello Balsamo, n.1959)
- Stefano Mei, ex mezzofondista italiano (La Spezia, n.1963)
- Stefano Miglietti, ultramaratoneta italiano (Carate Brianza, n.1967)

## N(2)
- Stefano Vladislav I di Serbia (†1269)
- Stefano Radoslav di Serbia (n.1192 - †1234)

## P(3)
- Stefano Parisi, manager e politico italiano (Roma, n.1956)
- Stefano Petrella, ex brigatista italiano
- Stefano Pompeo,  italiano (Agrigento, n.1987 - Favara, †1999)

## S(4)
- Stefano Sartori, sciatore d'erba italiano (Thiene, n.1973)
- Stefano Scaini, mezzofondista, maratoneta e fondista di corsa in montagna italiano (Udine, n.1983)
- Stefano Selva, tiratore a volo sammarinese (n.1969)
- Stefano Sertorelli, sciatore di pattuglia militare e sciatore alpino italiano (Bormio, n.1911 - Sondalo, †1994)

## T(3)
- Stefano Tedesco, ostacolista italiano (Thiene, n.1988)
- Stefano Tilli, ex velocista italiano (Orvieto, n.1962)
- Stefano Tremigliozzi, lunghista italiano (Benevento, n.1985)

## U(3)
- Stefano Uroš II Milutin (n.1253 - †1321)
- Stefano Uroš IV Dušan (n.1308 - †1355)
- Stefano Uroš V di Serbia (n.1336 - †1371)

## V(1)
- Stefano Visconti (Milano, n.1288 - Milano, †1327)

## ...(24)
- Stefano di Calagonis,  romano (n.Calagonis - Calagonis, †82)
- Gerardo II d'Alvernia (†892)
- Stefano protomartire (Gerusalemme, †36)
- Stefano d'Inghilterra (Blois, n.1096 - Dover, †1154)
- Stefano I d'Ungheria (Esztergom, n.969 - †1038)
- Stefano I di Mâcon (Ramla, †1102)
- Stefano V d'Ungheria (n.Buda - †1272)
- Stefano III d'Ungheria (n.1147 - †1172)
- Stefano II d'Ungheria (n.1101 - †1131)
- Stefano II di Baviera (n.1319 - †1375)
- Stefano I di Baviera (Landshut, n.1271 - Landshut, †1310)
- Stefano Nemanja (n.1117 - †1199)
- Stefano Prvovenčani (n.1165 - †1228)
- Stefano II di Blois (Ramla, †1102)
- Stefano III di Baviera-Ingolstadt (n.1337 - Niederschönenfeld, †1413)
- Stefano d'Armenia (†1165)
- Stefano II di Troyes (†1048)
- Stefano di Chartres, cavaliere medievale e patriarca cattolico francese (†1130)
- Stefano I di Troyes
- Stefano d'Alvernia (†864)
- Stefano III di Napoli (Napoli, †832)
- Stefano I di Napoli (Napoli, †687)
- Stefano d'Aumale
- Stefano I di Sancerre (San Giovanni d'Acri, †1191)